# Magirítsa

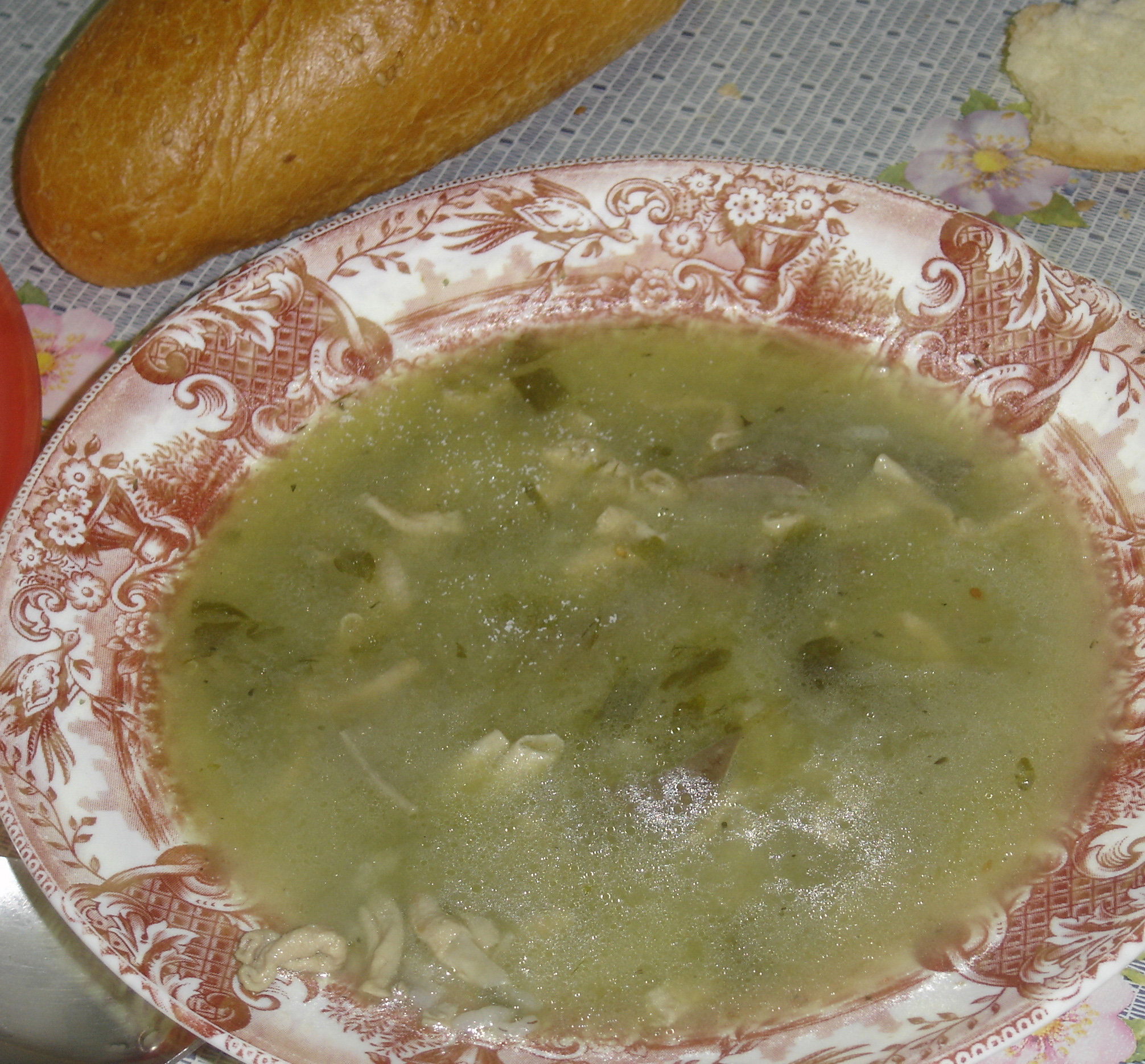
Magirítsa.

La magirítsa (grec moderne : μαγειρίτσα) est une soupe grecque servie traditionnellement à Pâques.
Il est composé d'avgolémono et des abats d'agneau.